# Thøger Reenberg
Thøger Reenberg (10. oktober 1656 – 24. juni 1742) var en dansk digter, jurist og herregårdsejer.

## Opvækst og uddannelse
Thøger Reenberg fødtes i Viborg og var broder til stiftsprovst Morten Reenberg. Trods en stor børneflok var hjemmets kår velhavende. Hans fader var købmand og Viborg borgmester Claus Christensen (Skriver) Reenberg (1610-1671). Hans moder var Mette Pedersdatter (1618-1677), datter af byens biskop Peder Thøgersen (1532-1595), som familie traditionen ville være af slægten Løvenbalk. Efter at være blevet student fra Viborg Skole 1675 og have taget teologisk eksamen 1679 kunne Thøger Reenberg, som imidlertid havde mistet begge sine forældre, tiltræde en længere udenlandsrejse 1680-1682.

## Udenlandsrejse
Han studerede i Oxford, besøgte London, traf i Paris en ældre broder Frands, senere læge i Aalborg, og rejste med ham til Venedig, Rom og Napoli samt gennem Vesttyskland og Holland hjem.
Denne rejse har utvivlsomt haft en lignende betydning for Reenberg, som Ludvig Holbergs store rejse 20-30 år senere fik for dennes digteriske udvikling. Direkte ved vi vel endnu mindre om Reenbergs end om Holbergs rejseindtryk; men han besøgte de vigtigste kulturlande netop på den Tid, da hoffet i Versailles stod i sin glans som mønster for alle andre lande, og da den franske smag begyndte sin sejrsgang gennem Europa. Intet under da, at han, som var et kvikt hoved og en litterært interesseret mand, allerede 20 år før Holberg brød med den her hjemme herskende efterligning af tysk andenhåndspoesi, udvidede den digteriske synskreds til Frankrig og England og hos os blev den første herold for en reform, der gennem lange tider skulle præge al europæisk litteratur.
De første år efter rejsen benyttede Reenberg til fortsatte, især litterære, studier. Han var godt hjemme i de moderne hovedsprog så vel som i latin og oversatte flere andagtsbøger fra engelsk og fransk. Men imidlertid smeltede hans formue ind, og da han 1685 ægtede Magdalene Broberg (1667-1729), måtte han være betænkelig over at underholde en familie. Magdalene var en datter af dr. jur. Matthias Broberg (1629-1681), ejer af Sjelleskovgaard (nuværende Wedelslund), og Mette Hansdatter Flensborg (c.1645-1672).

## Landmand og herregårdsejer
Han forpagtede da af sin ældre broder Jens fædrenegården Lynderup nord for Viborg. Her synes han i begyndelsen at have haft vanskeligt ved at forbinde sine studier med sin praktiske virksomhed, især da han i årenes løb fik ikke mindre end 12 børn, hvoraf dog kun 2 overlevede faderen. Hans hustru var sygelig og døde 27. december 1729. Men Reenberg var en dygtig landmand, der trods sine stadige klager over små kår i året 1703 kunne købe sin egen herregård, Ristrup nordvest for Århus, og som efterhånden nåede betydelig anseelse. Omkring samme tid overtog han også ejerskabet af Lisbjerg Kirke fra hans svigerfars Matthias Brobergs arvinger, og det blev i denne kirkes gravkapell at han blev bisat med sin frue Magdalene.

## Senere karriere
Han blev 1688 titulær kancellisekretær og anvendtes i en mængde offentlige forretninger og tillidshverv, især efter at han 1703 var udnævnt til 4. landsdommer i Jylland. 1714 opnåede han den lønnede stilling som 2. landsdommer, blev 1730 justitsråd og døde 24. juni 1742 som en 86-årig olding. Han stiftede 1739 Det Reenberg-Fogh'ske Familielegat.

## Digterværker

### Fornyelse af dansk digtning
Først en halv snes år efter sit giftermaal, da han havde overvundet de første vanskeligheder ved landvæsenet, optræder Reenberg som en frugtbar lejlighedsdigter med rimede indbydelser, taksigelser, ansøgninger osv., som dengang var så almindelige.
Men hvor ubetydeligt og prosaisk end indholdet er, betegner disse digte dog en reform i stil og sprog. Samtidens langtrukne, højtidelige, ofte servile aleksandrinerdigtning lå hans jævne natur fjernt; straks fra først af søger han tilbage til den danske lejlighedspoesis fader og genindfører Anders Bordings lette, 4-fodede jamber og i forbindelse dermed hans fordringsløse, spøgende tone, som fra nu af bliver almindelig i denne art digtning.
Reenbergs vers er i det mindste usøgte og naturlige; mens personligheden før druknede i abstraktion, kunstlet pomp og stivhed, giver de et kulturhistorisk interessant, livagtigt billede af den kernesunde, gemytlige jyske proprietær for 300 år siden, der elsker et godt festligt lag
og et godt glas og aldrig taber humøret midt i sine penge- og familiesorger.

### Drikkeviser
Det er også Reenberg, vi skylder vore første ægte drikkeviser, de er rigtignok oversatte fra fransk- men hans: Kommer, I Filosofister! og
| Citat | I et Vinhus vil jeg sige mit Farvel og lægges ned tæt ved Tønden vil jeg ligge under Tappen Hovedet | Citat |
|       | |       |

er blevet varierede på forskellig måde ned gennem det 18- og 19. århundrede. Visen her menes at handle om den bekendte skænkestue, "Dyrkøb".

### Franske forbilleder
Natursans eller erotisk følelse søger man derimod forgæves i Reenbergs digtning, og de få vers, han efter tidens skik har ofret på religionens alter, deriblandt en oversættelse af Davids bodssalmer, vidner ikke om nogen dybere grebethed. Han var forstandsmenneske som alle hans samtidige, og en mængde af hans digte er moraliserende: praktiske leveregler, til dels rettede til hans børn, anprisninger af "den ædle Middelmaadighed", betragtninger over ægteskabet og kvinderne eller over almenmenneskelige dårskaber og latterligheder, som i ofte beslægtet form gå igen fra Jens Steen Sehested og helt ned til Holberg og Christian Falster.
Her begynder imidlertid Reenbergs tilslutning til franske mønstre, især Nicolas Boileau, hvis satirer så vel som deres forbilleder hos Horats og Juvenal han flittig benytter, til dels endog bearbejder og lokaliserer, som i Det latterlige Gjæstebud efter Boileaus Festin ridicule.

### Fabler
1706 oversatte Reenberg englænderen John Vanbrughs skuespil Æsop, en oversættelse, som i øvrigt kom på scenen i den danske skuepladses første sæson 1722. Stykkets emne førte ham ind på fabelen, som Jean de La Fontaine havde bragt i mode, og som ved århundredets midte kom til at spille en så stor rolle i Tyskland med züricher-skolen, Christian Fürchtegott Gellert og Gotthold Ephraim Lessing, som middel i kampen mod den franske klassicismes unatur. I 14 år skal Reenberg have arbejdet på sin oversættelse af Phædrus’ fabler, og han fik også i denne
retning efterfølgere, bl.a. i Peter Friderich Suhm og Holberg.

### Litterær kritik
Størst betydning fik Reenberg dog ved hos os at indføre den litterære satire og kritik i fransk ånd; atter efter Boileau. I et af de sidste år i det 17. århundrede vakte hans Forsamling paa Parnas overordentlig opsigt og spredtes i afskrifter over hele landet. I den allegoriske form af en drøm, hvor Apollon mønstrer en række af tidens poeter som aspiranter til Anders Arrebos plads på Parnasset og omsider bestemmer sig for Thomas Kingo, fremstiller Reenberg her, ligesom Boileau i sin 2. satire, vanskelighederne ved at give tanken en let og fri poetisk form.
Men samtiden forstod endnu ikke nødvendigheden og berettigelsen af den udrensende kritik, der måtte forberede en reform af poesien. Kritikkens offentlige fremdragelse af digternes fejl opfattedes nærmest som skandskrift og indgreb i privatlivets fred, og fra dette synspunkt blev Reenberg genstand for rimede angreb af præsten Mads Bergenhammer, poeten Jacob Schandrup og til dels af Jørgen Jørgensen Sorterup.

### Ars poetica
Som forsvar og bevis for sit poetiske dommerkald skrev han så omtrent 1701 Ars poetica, et læredigt om poesiens natur, som næsten alle nationer fik dem i denne reglernes og den klassiske efterlignings periode. Det er her som overalt Aristoteles’ og Horats’ tanker, vi møder, til dels i Boileaus Behandling (Art poétique, 1674). Reenberg var nu hverken som digter eller som menneske betydelig nok til at blive en dansk Boileau eller Alexander Pope, der formåede at lempe disse sproglige og poetiske regler således efter vort folks ånd, at man fra ham kan datere den nye Smagsretning.
Dennes delvise gennemførelse ved en mere udpræget digterpersonlighed oplevede han først som en allerede halv forglemt olding. Men han var i alt fald den første her hjemme, der gjorde opmærksom på, hvad der i så henseende var oppe i verden uden om os, og man vil næppe kunne nægte, at han i modsætning til fortiden havde sans for det afgørende i al Poesi
| Citat | Ved Regler det forgjæves er at ville Verset tvinge, | Citat |
|       |                                                     |       |

eller at han frem for sine samtidige, Holberg iberegnet, besad åbent blik for de digteriske skønheder, navnlig hos klassikerne.
Han følger ingenlunde slavisk Boileau, men behandler emnet frit, i sine egne lette vers, i en kvik og klar fremstilling, ofte krydret med lune, og i et forholdsvis rent og godt sprog, skønt hans versifikatoriske lethed nogle gange kan forføre ham til skødesløshed og snaksom vidtløftighed.
Hans sproglige og stilistiske fortrin træder ikke mindst frem ved sammenligning med Jørgen Jørgensen Sorterup, som omtrent samtidig forsøgte sig i den litterære satire, men er lige så dunkel og omstændelig, som Reenberg er klar og jævn. --
Til Ars poëtica slutter sig et par mindre læredigte: Poesiens Opmuntring (1702), nærmest panegyrik til kongen, og Poesiens Vanskelighed (1703), en klage over uviljen mod satiredigtning med fornyede udfald mod slette lejlighedspoeter, atter støttet til Boileau.
Reenbergs poetiske skrifter, som i forfatterens levetid kun kom frem i spredte enkelttryk samt i de Wielandtske og Luxdorphske verssamlinger, udkom 1769 i en efter tidens forhold statelig udgave med fortale af professor Peder Kofod Ancher, forfatterens levned og Luxdorphs lærde noter. I 1834 udkom et bind af Tøger Reenbergs udvalgte poetiske Skrivter i serien Gallerie for danske og fremmede Classikere redigeret af Frederik Schaldemose. Digtet Ars Poëtica udkom selvstændigt i 1972.